# Saint-Pierre-Bénouville
Saint-Pierre-Bénouville település Franciaországban, Seine-Maritime megyében. Lakosainak száma 354 fő (2022. január 1.). Saint-Pierre-Bénouville Val-de-Saâne, Auzouville-sur-Saâne, Beauval-en-Caux, Lestanville, Saint-Mards és Saint-Ouen-le-Mauger községekkel határos.

## Népesség
A település népessége az elmúlt években az alábbi módon változott:
| Lakosok száma | 342  | 363  | 377  | 379  | 391  | 391  | 379  | 366  | 354  |
|               | 2013 | 2015 | 2016 | 2017 | 2018 | 2019 | 2020 | 2021 | 2022 |